# High River
High River is een plaats (town) in de Canadese provincie Alberta en telt 10716 inwoners (2006). High River bevindt zich in Foothills County, een municipal district net ten zuiden van Calgary.

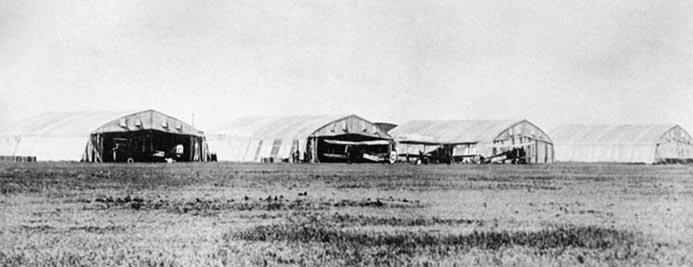
Historische afbeelding van luchthaven High River Station